# ウズベク・ソビエト社会主義共和国の国旗
ウズベク・ソビエト社会主義共和国の国旗は、正式には1927年に最初に制定され、その後幾度かのデザイン変更を経て、1952年制定のものがソビエト連邦の崩壊まで使用された。

## 変遷
1925年7月22日、ウズベク社会主義ソビエト共和国中央執行委員会は、第67号決議「ウズベク社会主義ソビエト共和国の国章と国旗について」により、憲法の採択を待つ間の暫定的な国旗として次のものを採択した。
1927年3月30日から翌31日にかけて開催された第2回全ウズベク・ソビエト大会において採択され、7月11日に公布された憲法の第113条では、国旗については縦横比を1対2とした他は1925年のデザインが追認された。

1925年7月22日から1927年までの国旗

しかし、年内の第4回中央執行委会議では憲法第113条に変更が加えられ、国旗にはタジク語での国名表記が追加された。

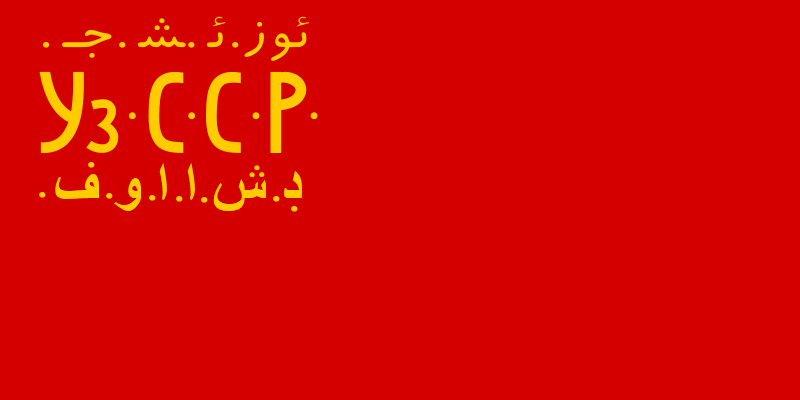
1927年から1929年5月9日までの国旗

さらに同会議ではウズベク語アルファベットのアラビア文字からラテン文字への表記変更方針が確認され、この変更は1929年5月9日の第3回全ウズベク・ソビエト大会において承認された。

1929年5月9日から1931年2月28日までの国旗

さらに、同年のタジク自治社会主義ソビエト共和国のウズベク共和国からの分離・昇格により、1931年2月28日に採択された改正ウズベク共和国憲法の第113条によって、国旗からタジク語での国名表記は削除された。

1931年2月28日から1934年までの国旗

1934年には、ウズベク語における「社会主義」の訳語に変更が加えられた。

1934年から1935年までの国旗

次いで翌1935年には、ウズベク語における「共和国」の訳語に変更が加えられた。

1935年から1937年2月14日までの国旗

さらに、1937年2月14日の第6回臨時全ウズベク・ソビエト大会において採択された新憲法の第144条においては、国旗については次のように定められている。

1937年2月14日から1941年1月16日までの国旗

1941年1月16日には、再度ウズベク語アルファベットをキリル文字へと切り替える最高会議幹部会令が制定された。

1941年1月16日から1952年8月29日までの国旗

1952年8月29日、最高会議幹部会は、芸術家アナトリー・オシェイコのデザインによる新たな国旗を承認した。
翌1953年5月30日の法令によってこの変更は承認され、憲法第144条にも反映された。1974年9月27日には最高会議幹部会令「ウズベク・ソビエト社会主義共和国の国旗に関する規則」により、デザインについての細則が定められた。
デザインの意味は公式には説明されなかったが、白い縁は綿花栽培を、青い帯はアムダリヤ川や灌漑を象徴すると捉えられていた。
その後、1990年6月20日のウズベク共和国主権宣言と翌1991年8月31日のウズベキスタン独立宣言を経て、11月18日に新たにウズベキスタンの国旗が制定された。